# 马尔扎诺阿皮奥
马尔扎诺阿皮奥（義大利語：Marzano Appio），是意大利卡塞塔省的一个市镇。总面积28平方公里，人口2396人，人口密度85.6人/平方公里（2009年）。ISTAT代码为061050。